# 47. utca (Manhattan)
A 47. utca egy kelet-nyugati irányú utca New York Manhattan városrészének középső negyedében, a First Avenue és a West Side Highway között húzódik. A forgalom az utcában keletről nyugati irányban egyirányú, az ENSZ-székháztól indulva. A 47. utca egyik szakaszán, szinte egyetlen háztömbben található New York City elsődleges és az Egyesült Államok egyik legjelentősebb gyémánt- és ékszernegyede, a Diamond District (ezen a szakaszon az utcát Diamond Jewelry Way-nek nevezik). A 47. utca átvezet a Times Square-en és a Broadwayn is. 

## Ismert helyszínek
- A The Factory Andy Warhol eredeti, 1963 és 1968 között működő New York-i stúdiója volt, bár a későbbi stúdiói is The Factory (Gyár) néven voltak ismertek. A The Factory az ötödik emeleten működött, a keleti 47. utca 231 szám alatt, a Second Avenue és a Third Avenue között.
- A nyugati 47. utca 73 szám alatt álló Dyckman's Jewelry Exchange legfelső duplexében volt a Szovjetunióból emigrált Alexander Ney orosz művész műterme és otthona négy évtizeden át (1974–2015).
- Az 1920-ban megnyílt, eredetileg a nyugati 45. utcában levő könyvesbolt, a Gotham Book Mart később a nyugati 47. utca 51-be költözött, majd hosszú évtizedeken át a nyugati 47. utca 41 szám alatt működött tovább.
- A 47. utcáig tartó Vanderbilt Avenue egy rövid utca, mely a 42. utcától indul és a Park Avenue és a Madison Avenue között fut, azokkal párhuzamosan. Az utca a New York központi pályaudvarának, a Grand Central Terminal építésének eredményeként jött létre, nevét a pályaudvar eredeti tulajdonosa, Cornelius Vanderbilt után kapta. A Grand Central Terminal a 47. utcán keresztül is elérhető az "északnyugati átjárón", azaz egy 1000 láb (300 m) hosszú folyosón keresztül ("Northwest Passage").
- A 47. utcának a Fifth Avenue és a Sixth Avenue közötti része New Yorknak Diamond District néven ismert negyede, itt az ékszerüzletek mellett egy kóser kávézó, az IDT Megabite Cafe is működik.
- Egy 2008-ban rekonstruált és újranyitott TKTS áll a 47. utcában a Hetedik sugárút és a Broadway között. Itt a színházlátogatók 25-50%-os kedvezménnyel vásárolhatnak a Broadway színházakba jegyeket az aznapi előadásokra. A Morgan Stanley Building a TKTS-el szemben, átlósan helyezkedik el a Broadway és a 47. utca találkozásánál.
- Több Broadway színház is található a 47. utca nyugati felén, annak a Broadway és a Nyolcadik sugárút közötti részén, köztük a Brooks Atkinson Színház (nyugati 47. utca 256 szám alatt), az Ethel Barrymore Színház (nyugati 47. utca 243) és a Samuel J. Friedman Színház, korábban a Biltmore Színház (nyugati 47. utca 261 szám alatt).

### Diamond District

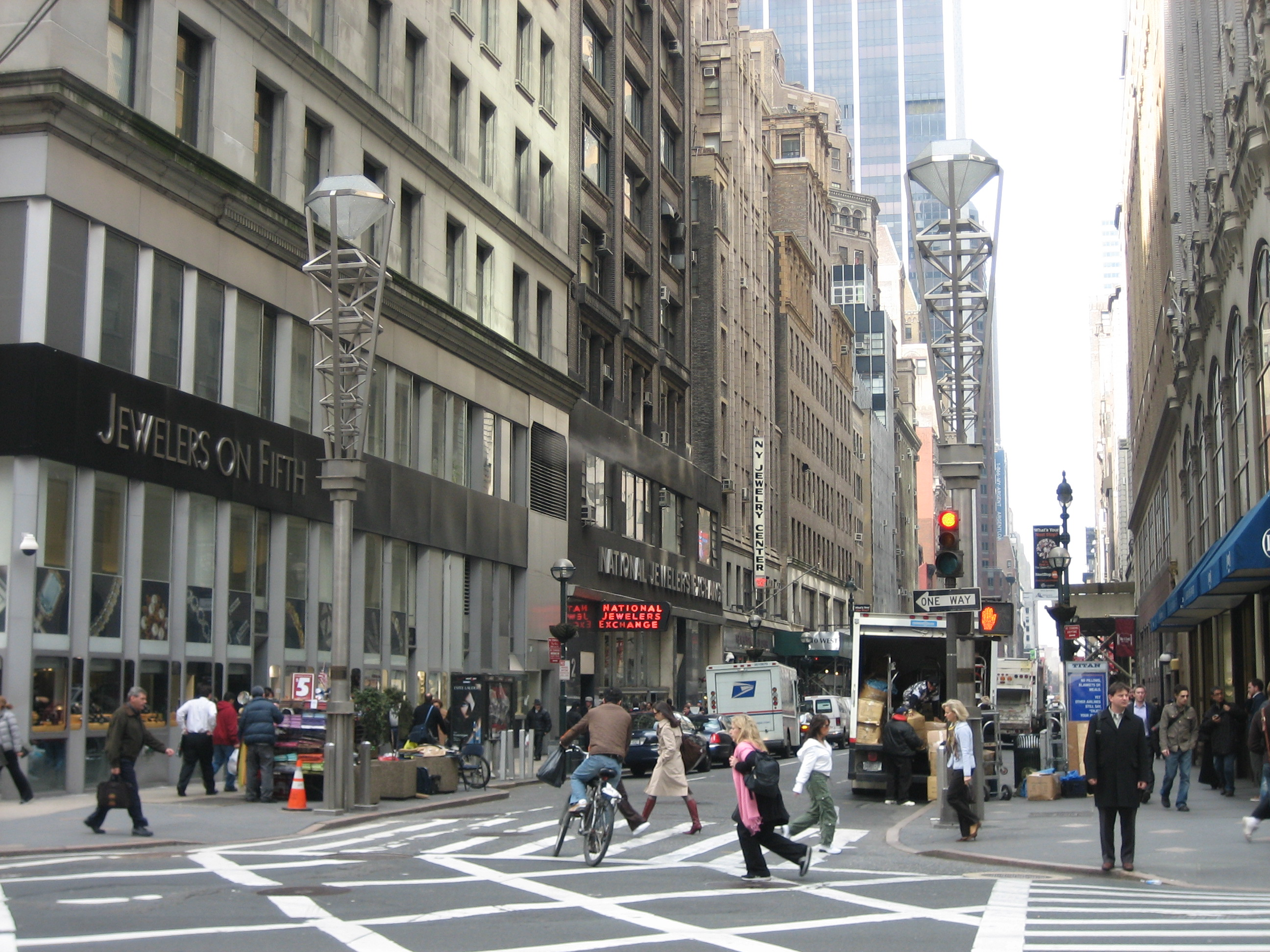
A Diamond District a 47. utca nyugati részén az Ötödik sugárútnál

A Diamond District, azaz a "Gyémánt-negyed", Manhattan középső részének egyik kereskedelmi negyede a 47. utca, valamint az Ötödik és Hatodik sugárút között, mely csaknem egyetlen háztömbre korlátozódik. Az 1920-as évekig a New York-i gyémántkereskedelem epicentruma a Maiden Lane volt, négy háztömbnyire északra a Wall Streettől. Az új Diamond District akkor formálódott, amikor az ékszer- és gyémántkereskedők északabbra költöztek a korábbi székhelyeikről. Mind a 18. század óta fennálló kereskedelmi központjukat, a Maiden Lane-t elhagyták, valamint az 1920-as években formálódott egyik elődöt, a Canal Street és  Bowery közelében levőt, valamint egy másikat is, mely a pénzügyi negyedben, a Fulton és a Nassau utcák kereszteződésének közelében 1931-ben startolt. 
A kerület figyelemre méltó, régóta fennálló kakukktojása volt a Gotham Book Mart könyvesbolt, mely 1946 és 2004 között a nyugati 47. utca 41 szám alatt működött.
A gyémántkereskedőknek Manhattan középső része felé történő húzódása az 1920-as években kezdődött, amikor a Maiden Lane-en a bérleti díjak drasztikusan emelkedni kezdtek a pénzügyi és biztosítótársaságoknak a pénzügyi negyedben való terjeszkedése eredményeként. A Diamond District jelentősége tovább nőtt azt követően, hogy a náci Németország megtámadta Hollandiát és Belgiumot, így a gyémántüzletágban működő ortodox zsidók ezreit kényszerítette Amszterdamból és Antwerpenből történő menekülésre, majd a New York-i letelepedésre. Legtöbbjük a második világháború után is ott maradt, és továbbra is meghatározó szereplő a Diamond Districtben. 1941 körül a Diamond Dealers Club – egy exkluzív klub, mely de facto gyémántkereskedelemmel is foglalkozik, valamint saját zsinagógával is rendelkezik – szintén a negyedbe költözött.

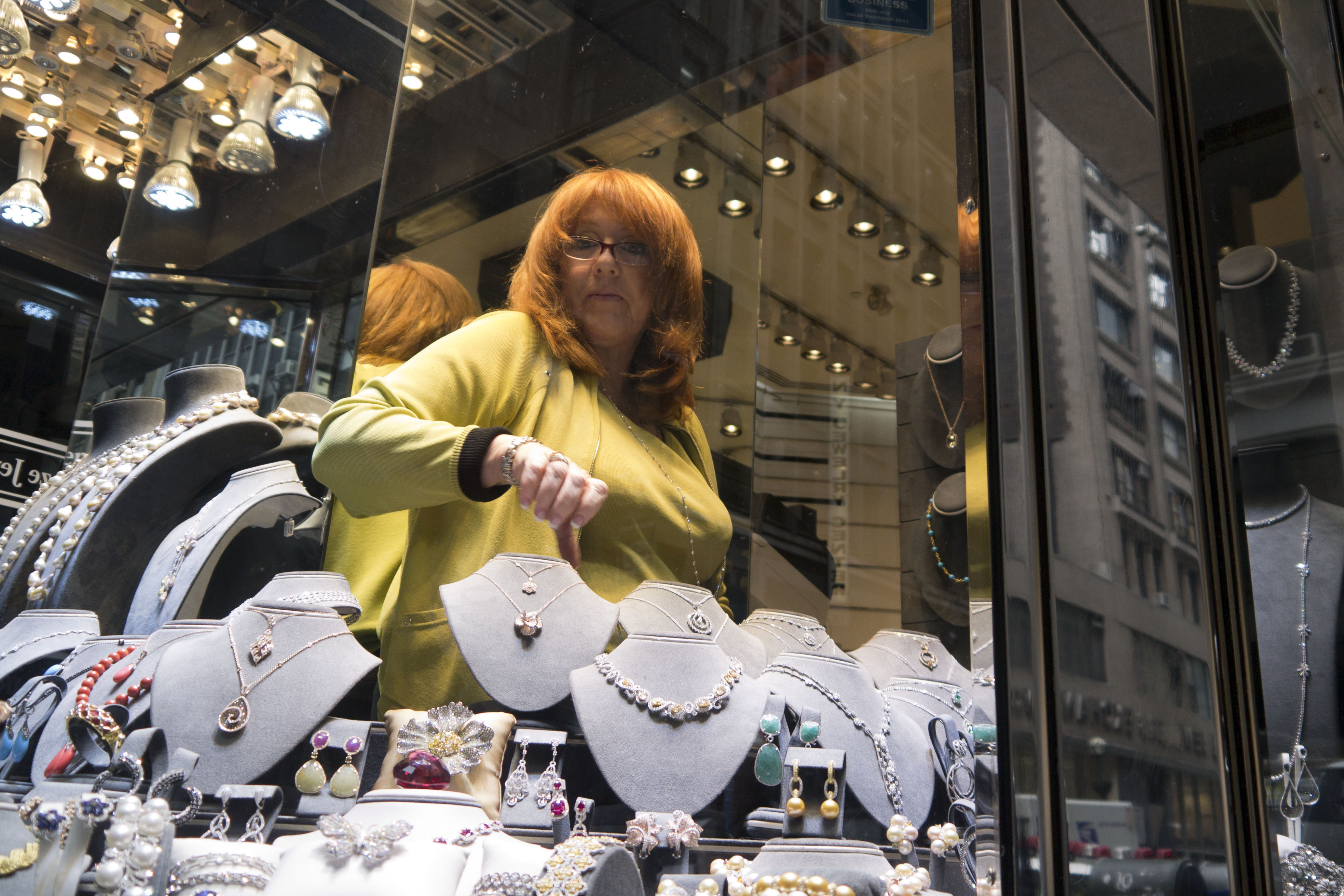
Egy ékszerbolt a Diamond Districtben

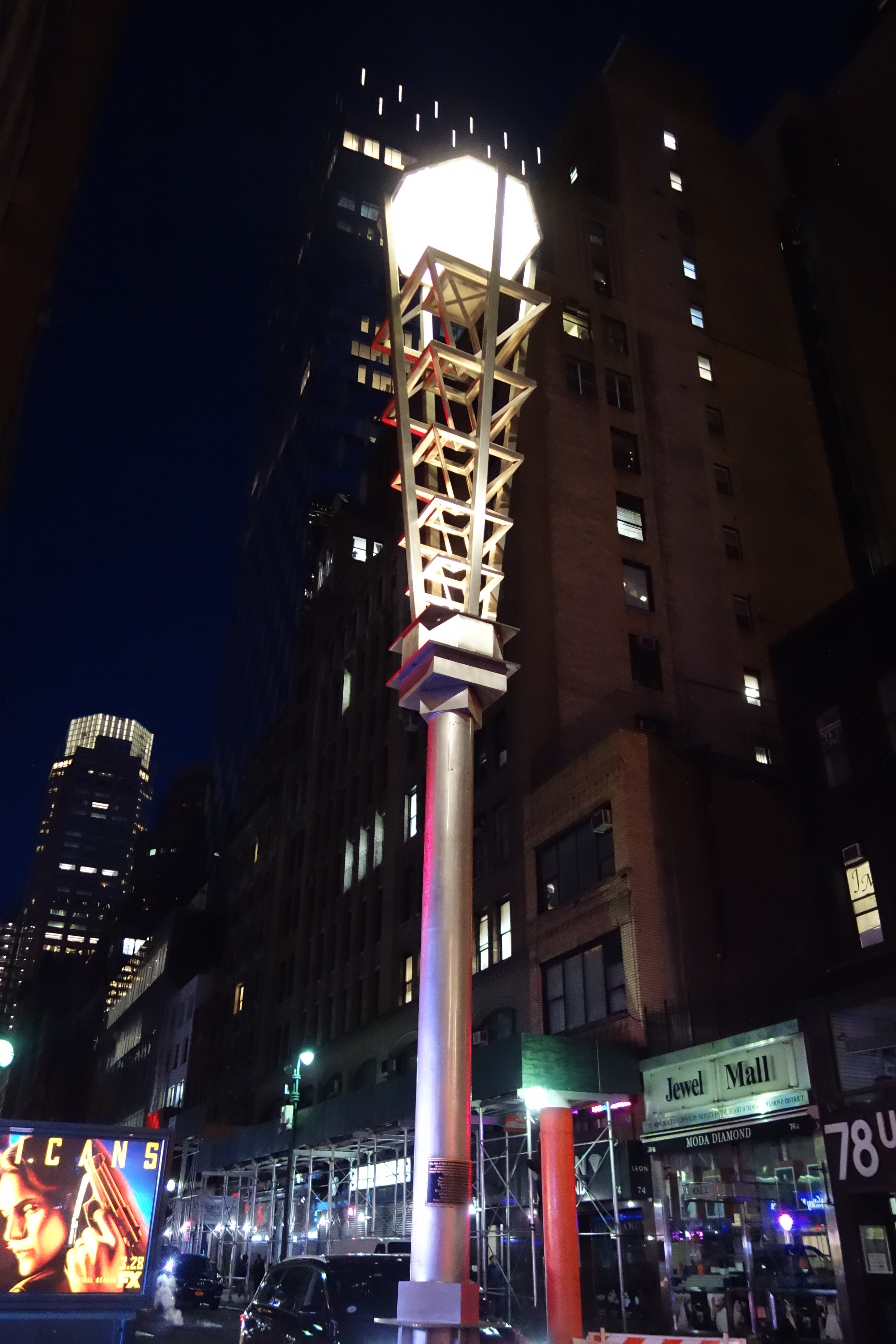
A Diamond District egyik jellegzetes gyémánt alakú utcalámpája

A körzet New York város ékszer-kereskedelmének elsődleges központja. Ez az Egyesült Államok egyik legjelentősebb gyémánt- és ékszernegyede a Philadelphiában lévő Jewellers Row, és a Los Angeles-i Jewelry District mellett, valamint a Philadelphiában található Jewellers Row után a második legrégebbi ékszernegyed az Egyesült Államokban. Az egy háztömbnyi körzetben a kereskedelem egynapi bevételének értéke átlagosan 400 millió dollár. Becslések szerint a gyémántok 90%-a New Yorkon keresztül jut be az Egyesült Államokba. Körülbelül 3500 független vállalkozás (vágás, csiszolás és értékesítés) működött a negyedben 2019-ben. Más források szerint a kerület több mint 2600 vállalkozásnak adott otthont 2020-ban, többségük ugyanabban a háztömbben, a tömb sok üzletének tulajdonosa és vezetője ortodox zsidó volt. A 24,6 milliárd dolláros éves árbevétel legnagyobb részét a nagykereskedelem tette ki 2019-ben; az ipar 33 000 embert foglalkoztatott, még mindig túlnyomórészt a zsidóság soraiból. A legtöbb ügylet fülkékben bonyolódik a kerület 25 "tőzsdéjének" egyikén. Jutalékos alapon működő ügynökök szintén láthatók, általában az utcaszinten található üzletek számára kínálják az üzletet járókelőknek.
A The New York Times szerint a Diamond District az 1920-as évek óta virágzó, bazárszerű piacként működik. Sok ügyletet egyszerűen a hagyományos áldással és kézfogással zárnak. A kiskereskedők boltjai az utcán sorakoznak fel. A nyugati 47. utca 50 szám alatt található az Amerikai Gemológiai Intézet, mely gyémántkereskedőket is képez. A kerület egyik jellegzetes kültéri figurája az utcasarkokat megvilágító gyémántot formáló utcai lámpa. A Diamond Districtben három prominens, egymással is összekapcsolt épület található: az 580 Fifth Avenue Exchange, továbbá a DDC, azaz a Diamond Dealers Club épülete és az International Gem Tower. A negyed közelében állnak New York más nevezetességei, mint a Rockefeller Center és a Radio City Music Hall. 

A Smithsonian Magazin 2020 januárjában megjelent cikke a következőképpen írta le a Diamond Districtet:
"Ha ellátogat ma a 47. utcára, szembeötlik, hogy az Ötödik és a Hatodik sugárút elegáns gyalogosai eltűnnek. Helyükön idős, ultraortodox  fekete kabátot és fedorákat viselő zsidók vannak; vagy dél- és közép-ázsiaiak hagyományos karakul sapkákkal; ahol a kereskedők a világ minden tájának nyelvein harsognak. . . A 47. utca valójában egy széles közvetítői hálózat, ahol a gyémántkereskedők nagy volumenben adják-veszik a gyémántokat, a tőzsdei alkuszokhoz hasonlóan. . . " 

## A popkultúrában
- A 47. utca John Schlesinger Marathon Man (1976) című filmjében látható Laurence Olivier és Dustin Hoffman szereplésével.
- A Cadillacs és a dinoszauruszok (1992) kezdő képsorai egy lepusztult 47. utcát ábrázolnak egy elárasztott, 26. századi New Yorkban.
- A Closer (2004) című Mike Nichols film záró jelenetében látható, Natalie Portman és Jude Law főszereplésével.
- A 47. utcai gyémántkereskedelmet a 2009-es Szeretlek New York című film mutatja Natalie Portman és Irrfan Khan jelenetében.
- Cardi B a Diamond Districtre hivatkozik a 2018-as " I Like It " című, Bad Bunny-val és J Balvinnel együtt készített kislemezében.
- Safdie Brothers 2019-es filmje, a Csiszolatlan gyémánt (2019), Adam Sandler főszereplésével egy, a Diamond Districtben működő bolt zsidó ékszerésze történetét követi.